# 토피
토피(영어: toffee)는 캐러멜화한 설탕, 당밀, 버터, 밀가루 따위를 섞어 만든 과자이다. 이 혼합물은  하드 크랙단계인 149도 ~ 154도의 온도로 가열해주어야 한다. 토피는 종종 견과류나 건포도와 함께 혼합되기도 한다. 영국에서는 코코아 가루를 넣기도 한다.

## 제조법
토피를 만들려면 설탕 또는 당밀과 버터, 밀가루등의 재료들을 뻑뻑해져서 표면에 광택이 날 때까지 저으며 끓여야 한다. 섞은 다음에는 얕은 쟁반에 부어서 냉각시킨다. 서로 다른 재료와 제조법, 특히 가열 온도에 따라 질감이 부드럽거나 끈적끈적해지기도 하고, 단단하거나 혹은 잘 부서지게 된다. 설탕이 캐러멜화 되면서 갈색 색상과 훈연의 맛이 형성된다.

## 변형된 버전
토피는 럼, 버터, 초콜릿, 바닐라, 건포도, 산딸기 등의 여러 재료들과 섞어서 다양한 맛이 나는 과자들을 만들 수 있고, 제조법을 조금 달리해서 기존과 다른 형태로 만들 수 있다.

###### 잉글리시 토피
미국에서는 토피를 약간 변형시킨 아몬드를 넣어 만든 잉글리시 토피(English toffee)가 인기가 많은데, 쫄깃쫄깃하고 단단한 버전을 둘 다 즐길 수 있다.  이름은 잉글리지 토피지만 현재 영국에서 토피라고 알려진 많은 과자들과는 조금 다르다. 히쓰바는 잉글리시 토피로 만든 과자의 한 종류다.

###### 허니콤 토피
허니콤 토피(honeycomb toffee)는 설탕과 버터 등 재료를 섞을 때 베이킹 소다와 식초를 넣어 토피에 공기가 들어간 버전이다. 이는 매우 점성있는 반죽에 갇힌 이산화탄소에 반응한다. 영국과 캐나다에서 가장 잘 알려진 벌집 과자는 크런치다. 비슷하게 호주에는 초콜릿 바인 바이올렛 크럼블이 있다. 뉴질랜드에는 바닐라 아이스크림에 벌집 사탕이 들어있는 호키 포키가 있다.

## 응용

### 토피 애플(toffee apple)
토피를 특별하게 응용하는 방법은 캔디 애플이라고도 불리는 토피 애플을 만드는 것이다. 이는 막대에 꽂은 사과를 단단한 토피로 코팅시켜 만든다. 토피애플은 캐러멜로 덮힌 캐러멜애플과 비슷하다.

### 토피넛 라떼(toffee nut latte)
잉글리시 토피처럼 토피에 아몬드나 호두 등의 견과류를 넣어 만든 것을 토피넛이라고 한다. 여기에 우유나 커피 등을 섞으면 토피넛 라떼가 된다.
- 스타벅스에는 크리스마스 시즌 메뉴로 토피넛 라떼가 있다. 버터의 풍미와 구운 견과류의 고소한 향, 에스프레소가 어우러진 음료로 여기에 우유, 휘핑 크림, 토피넛 조각을 올린다.[1][2]
- 이디야에서는 토피넛 라떼를 4계절 내내 판매하고 있으며 매출이 높은 인기 메뉴다. 이디야 토피넛 라떼에는 커피가 들어가지 않고 우유와 달콤한 코코아, 토피넛을 넣어 만든다.[3]이디야는 토피넛 라떼를 인스턴트 스틱으로 만든 비니스트도 판매한다. 이는 카페 매장과 마트, 인터넷 등에서 구입할 수 있기 때문에 카페에 방문하지 않아도 이디야 토피넛 라떼를 즐길 수 있다.
- 동원 F&B는 한 때 덴마크 유제품 시리즈로 우유에 토피넛 시럽을 넣은 덴마크 토피넛 라떼를 판매했다. 하지만 현재는 단종되어 더 이상 생산하지 않는다.[4]
- 빙그레는 2012년 바나나맛우유&토피넛을 출시했다.[5]

## 캐러멜과의 차이
토피와 캐러멜은 기본적으로 같은 방법으로 만든다. 하지만 캐러멜은 쫄깃쫄깃하고 토피는 단단한 사탕이라는 점이 다르다. 캐러멜은 부드럽게 하기 위해 우유나 크림을 넣어 만들고 더 낮은 온도에서 조리한다.

## 어원
토피의 어원은 알려지지 않았다. 음식 전문 작가 Harold McGee는 "설탕과 당밀 혼합의 크리올에서 왔다"고 주장하지만 어느 크리올 언어인지는 명확하지 않다. 옥스포드 영어사전에는, toffee와 별도로 북미식 영어 단어 태피(taffy)도 수록되어 있다.

## 같이 보기
- 캐러멜
- 달고나
- 퍼지 (과자)
- 태피
- 사탕
- 버터스카치
- 초콜릿
- 누가
- 마시멜로
- 마준